# Soul Sphere
Soul Sphere è il quarto album in studio del gruppo heavy metal statunitense Born of Osiris, pubblicato nel 2015.

## Tracce
1. The Other Half of Me – 3:32
2. Throw Me in the Jungle – 3:36
3. Free Fall – 4:09
4. Illuminate – 4:45
5. The Sleeping and the Dead – 3:42
6. Tidebinder – 4:21
7. Resilience – 3:50
8. Goddess of the Dawn – 3:23
9. The Louder the Sound, the More We All Believe – 3:27
10. Warlords – 4:09
11. River of Time – 3:22
12. The Composer – 4:28

## Formazione
- Ronnie Canizaro -  voce
- Joe Buras - tastiere, sintetizzatore, voce
- Lee McKinney - chitarre
- David Darocha - basso
- Cameron Losch - batteria